# Abougoudam
Abougoudam  è un comune del Ciad situata nel dipartimento di Abougoudam, provincia di Ouaddaï.
È il capoluogo del dipartimento.